# Dansk Beklædnings- og Textilarbejderforbund
Dansk Beklædnings- og Textilarbejderforbund (DBTF) var et dansk fagforbund, der repræsenterede medarbejdere i beklædnings- og tekstilindustrien.
Forbundet blev stiftet i 1978, da Dansk Beklædningsarbejderforbund fusionerede med Dansk Textilarbejderforbund. Ligesom sine forgængere tilsluttede fagforeningen sig LO. I 1983 optog forbundet Dansk Skomagerforbund. I 1996 havde fagforeningen 17.229 medlemmer, hvoraf 76% var kvinder. Medlemmerne var blandt andet faglærte og ikke-faglærte syersker samt tekstiloperatører.
I slutningen af 1997 fusionerede forbundet med SiD.  
Anny Bengtsson var formand for forbundet fra 1977 til 1982.